# Alisar Ailabouni
Alisar Ailabouni (21 de marzo de 1989) es una modelo austriaca de origen sirio y la ganadora de Germany's Next Topmodel.

## Primeros años
Ailabouni se trasladó con su familia a Austria a los dos años de su nacimiento y creció en Amstetten y Schörfling am Attersee, donde asistió al colegio. Ailabouni tiene dos hermanos y siempre se ha interesado por el teatro y el baloncesto.

## Germany's Next Topmodel
Después de apuntarse a un concurso local en Munich Ailabouni consiguió llegar al top 18 y ganó varios cástines. Sin embargo, debido a su personalidad tímida, los jueces cuestionaban su actitud cuando tenía que actuar fuera de su área de confort. Por mucho tiempo fue la única no-alemana finalista de Germany's Next Topmodel (aunque la antigua ganadora Sara Nuru fue de origen etíope tenía nacionalidad alemana). En la final Alisar ganó ante Hanna Bohnekamp y Laura Weyel en junio de 2010. Entonces apareció en la portada de Cosmopolitan Alemania en julio de 2010 y en un comercial de Venus Breeze, un trabajo que ganó en el concurso.

### Final de su contrato con ONEeins contract
Como su predecesora Sara Nuru, Ailabouni no ganó un contrato con una agencia de modelaje. Era administrada por Management ONEeins pero decidió salirse al pensar que solo le daban trabajo mediocre, no relacionado con la moda. Fue la primera vez en la que se demandaba a una ganadora apenas un año después de haber ganado.

## Carrera
Ailabouni se trasladó a París donde fue contratada por PARS. También firmó con Eskimo Models, City Models en París, Fashionmodel en Milán, Red en New York y Elite Model Management en Londres.
Hizo de ella misma en la película 'Deutschland gegen Österreich - Das Duell'
Desfiló para la colección G-Star SS2011 en Nuvea York y desfiló en el Berlin Fashion Week la temporada siguiente. Ha aparecido en ediciones de Vogue Italia. Ha desfilado para 17 diferentes marcas en Nueva York fashion week en 2012.
En 2014, Ailabouni ganó la temporada 13 de Project Runway.